# Final de la Copa Colombia 2008
La final de la Copa Colombia 2008 fue una serie de partidos de fútbol disputados entre La Equidad y Once Caldas con el propósito de definir el campeón de la Copa Colombia en su edición 2008, competición que reúne a todos los equipos profesionales del fútbol colombiano —Categoría Primera A y Categoría Primera B—.

## Llave
|                  | vs. |                   |
| ---------------- | --- | ----------------- |
| La Equidad 4 1 3 | vs. | Once Caldas 3 0 3 |

## Estadios
| Bogotá                         | Manizales          |
| ------------------------------ | ------------------ |
| Estadio Metropolitano de Techo | Estadio Palogrande |
| Aforo: 7 000                   | Aforo: 42 000      |
|                                |                    |

## Camino a la final

### La Equidad
| 12 de marzo de 2008                                                                  | Grupo D      | Estadio Nemesio Camacho El Campín, Bogotá   | Santa Fe         | 1 : 1 | La Equidad       |
| 26 de marzo de 2008                                                                  | Grupo D      | Estadio Metropolitano de Techo, Bogotá      | La Equidad       | 0 : 0 | Academia F. C.   |
| 9 de abril de 2008                                                                   | Grupo D      | Estadio Nemesio Camacho El Campín, Bogotá   | Millonarios      | 2 : 2 | La Equidad       |
| 30 de abril de 2008                                                                  | Grupo D      | Estadio Manuel Calle Lombana, Villavicencio | Centauros        | 1 : 2 | La Equidad       |
| 7 de mayo de 2008                                                                    | Grupo D      | Estadio Metropolitano de Techo, Bogotá      | La Equidad       | 1 : 0 | Bogotá F. C.     |
| 28 de mayo de 2008                                                                   | Grupo D      | Estadio Metropolitano de Techo, Bogotá      | La Equidad       | 0 : 0 | Santa Fe         |
| 4 de junio de 2008                                                                   | Grupo D      | Estadio de Compensar, Bogotá                | Academia F. C.   | 1 : 2 | La Equidad       |
| 30 de julio de 2008                                                                  | Grupo D      | Estadio Metropolitano de Techo, Bogotá      | La Equidad       | 2 : 1 | Millonarios      |
| 6 de agosto de 2008                                                                  | Grupo D      | Estadio Metropolitano de Techo, Bogotá      | La Equidad       | 2 : 2 | Centauros        |
| 13 de agosto de 2008                                                                 | Grupo D      | Estadio Alfonso López Pumarejo, Bogotá      | Bogotá F. C.     | 0 : 2 | La Equidad       |
| La Equidad clasificó a la Segunda fase en el primer lugar del Grupo D con 20 puntos. |              |                                             |                  |       |                  |
| 27 de agosto de 2008                                                                 | Segunda fase | Estadio General Santander, Cúcuta           | Cúcuta Deportivo | 0 : 0 | La Equidad       |
| 3 de septiembre de 2008                                                              | Segunda fase | Estadio Metropolitano de Techo, Bogotá      | La Equidad       | 2 : 0 | Cúcuta Deportivo |
| La Equidad se clasificó a la Tercera fase con marcador global de 2:0.                |              |                                             |                  |       |                  |
| 17 de septiembre de 2008                                                             | Tercera fase | Estadio Polideportivo Sur, Envigado         | Envigado F. C.   | 2 : 1 | La Equidad       |
| 1 de octubre de 2008                                                                 | Tercera fase | Estadio Metropolitano de Techo, Bogotá      | La Equidad       | 3 : 1 | Envigado F. C.   |
| La Equidad se clasificó a la Semifinal con marcador global de 4:3.                   |              |                                             |                  |       |                  |
| 8 de octubre de 2008                                                                 | Semifinales  | Estadio Polideportivo Sur, Envigado         | Envigado F. C.   | 0 : 0 | La Equidad       |
| 6 de noviembre de 2008                                                               | Semifinales  | Estadio Metropolitano de Techo, Bogotá      | La Equidad       | 4 : 1 | Envigado F. C.   |
| La Equidad se clasificó a la Final con marcador global de 4:1.                       |              |                                             |                  |       |                  |

|  |                       |
|  | Triunfo de La Equidad |
|  | Empate                |
|  | Derrota de La Equidad |

### Once Caldas
| 12 de marzo de 2008                                                                   | Grupo F      | Estadio Palogrande, Manizales                 | Once Caldas     | 5 : 4 | Atlético Huila  |
| 26 de marzo de 2008                                                                   | Grupo F      | Estadio Fernando Mazuera Villegas, Fusagasugá | Expreso Rojo    | 0 : 0 | Once Caldas     |
| 9 de abril de 2008                                                                    | Grupo F      | Estadio Manuel Murillo Toro, Ibagué           | Deportes Tolima | 1 : 1 | Once Caldas     |
| 30 de abril de 2008                                                                   | Grupo F      | Estadio Palogrande, Manizales                 | Once Caldas     | 5 : 0 | Girardot F. C.  |
| 7 de mayo de 2008                                                                     | Grupo F      | Estadio Luis Carlos Galán Sarmiento, Soacha   | Juventud Soacha | 2 : 2 | Once Caldas     |
| 28 de mayo de 2008                                                                    | Grupo F      | Estadio Guillermo Plazas Alcid, Neiva         | Atlético Huila  | 0 : 0 | Once Caldas     |
| 4 de junio de 2008                                                                    | Grupo F      | Estadio Palogrande, Manizales                 | Once Caldas     | 1 : 1 | Expreso Rojo    |
| 30 de julio de 2008                                                                   | Grupo F      | Estadio Palogrande, Manizales                 | Once Caldas     | 1 : 0 | Deportes Tolima |
| 6 de agosto de 2008                                                                   | Grupo F      | Estadio Luis Antonio Duque Peña, Girardot     | Girardot F. C.  | 1 : 5 | Once Caldas     |
| 13 de agosto de 2008                                                                  | Grupo F      | Estadio Palogrande, Manizales                 | Once Caldas     | 2 : 0 | Juventud Soacha |
| Once Caldas clasificó a la Segunda fase en el primer lugar del Grupo F con 20 puntos. |              |                                               |                 |       |                 |
| 27 de agosto de 2008                                                                  | Segunda fase | Estadio Cacique Jamundí, Jamundí              | Depor F. C.     | 1 : 0 | Once Caldas     |
| 3 de septiembre de 2008                                                               | Segunda fase | Estadio Palogrande, Manizales                 | Once Caldas     | 7 : 4 | Depor F. C.     |
| Once Caldas se clasificó a la Tercera fase con marcador global de 7:5.                |              |                                               |                 |       |                 |
| 17 de septiembre de 2008                                                              | Tercera fase | Estadio La Independencia, Tunja               | Boyacá Chicó    | 1 : 1 | Once Caldas     |
| 1 de octubre de 2008                                                                  | Tercera fase | Estadio Palogrande, Manizales                 | Once Caldas     | 3 : 1 | Boyacá Chicó    |
| Once Caldas se clasificó a la Semifinal con marcador global de 4:2.                   |              |                                               |                 |       |                 |
| 8 de octubre de 2008                                                                  | Semifinales  | Estadio Fernando Mazuera Villegas, Fusagasugá | Expreso Rojo    | 0 : 1 | Once Caldas     |
| 6 de noviembre de 2008                                                                | Semifinales  | Estadio Palogrande, Manizales                 | Once Caldas     | 0 : 0 | Expreso Rojo    |
| Once Caldas se clasificó a la Final con marcador global de 1:0.                       |              |                                               |                 |       |                 |

|  |                         |
|  | Triunfo del Once Caldas |
|  | Empate                  |
|  | Derrota del Once Caldas |

## Partidos

### Partido de ida
| 1     | POR   | Carlos Bejarano   |     |
| 2     | DEF   | Román Torres      |     |
| 4     | DEF   | Hugo Soto         |     |
| 20    | DEF   | Elkin Serrano     |     |
| 15    | DEF   | Víctor Giraldo    |     |
| 26    | MED   | Dager Palacios    |     |
| 24    | MED   | Jhersson Córdoba  | 28' |
| 27    | MED   | Dahwling Leudo    |     |
| 10    | MED   | Stalin Motta      |     |
| 7     | DEL   | Wilson Carpintero | 69' |
| 29    | DEL   | Alex Sinisterra   | 46' |
| D. T. | D. T. | Alexis García     |     |

| 1     | POR   | Julián Mesa       |     |
| 2     | DEF   | Nondier Romero    |     |
| 24    | DEF   | Samuel Vanegas    |     |
| 4     | DEF   | Alexis Henríquez  |     |
| 16    | DEF   | Ervin Maturana    |     |
| 14    | MED   | Jorge Casanova    |     |
| 16    | MED   | Nilson Cortés     | 46' |
| 21    | MED   | Luis Núñez        |     |
| 10    | MED   | Ricardo Ciciliano | 79' |
| 9     | DEL   | Ariel Carreño     |     |
| 17    | DEL   | Johan Fano        | 40' |
| D. T. | D. T. | Jorge Luis Bernal |     |

| 19 | DEL | Germán Caicedo | 28' |
| 21 | DEL | Roberto Polo   | 46' |
| 21 | DEL | Silvio Arango  | 69' |

| 19 | DEL | Wilson Mena  | 40' |
| 33 | MED | Jhon Viáfara | 46' |
| 21 | MED | Dayron Pérez | 79' |

| 47' | Stalin Motta | 1:0 |

| 28' · 81' · 83' · 90' | Jherson Córdoba Dahwling Leudo Stalin Motta Germán Caicedo |

| 35' · 82' | Ricardo Ciciliano Dayron Pérez |

| Principal  | Wilson Lamouroux  |
| Asistentes | Mauricio Camargo  |
|            | Alejandro Gallego |
| Cuarto     | Norberto Portela  |

| 1     | POR   | Carlos Bejarano   |     |
| 2     | DEF   | Román Torres      |     |
| 4     | DEF   | Hugo Soto         |     |
| 20    | DEF   | Elkin Serrano     |     |
| 15    | DEF   | Víctor Giraldo    |     |
| 26    | MED   | Dager Palacios    |     |
| 24    | MED   | Jhersson Córdoba  | 28' |
| 27    | MED   | Dahwling Leudo    |     |
| 10    | MED   | Stalin Motta      |     |
| 7     | DEL   | Wilson Carpintero | 69' |
| 29    | DEL   | Alex Sinisterra   | 46' |
| D. T. | D. T. | Alexis García     |     |

| 1     | POR   | Julián Mesa       |     |
| 2     | DEF   | Nondier Romero    |     |
| 24    | DEF   | Samuel Vanegas    |     |
| 4     | DEF   | Alexis Henríquez  |     |
| 16    | DEF   | Ervin Maturana    |     |
| 14    | MED   | Jorge Casanova    |     |
| 16    | MED   | Nilson Cortés     | 46' |
| 21    | MED   | Luis Núñez        |     |
| 10    | MED   | Ricardo Ciciliano | 79' |
| 9     | DEL   | Ariel Carreño     |     |
| 17    | DEL   | Johan Fano        | 40' |
| D. T. | D. T. | Jorge Luis Bernal |     |

| 19 | DEL | Germán Caicedo | 28' |
| 21 | DEL | Roberto Polo   | 46' |
| 21 | DEL | Silvio Arango  | 69' |

| 19 | DEL | Wilson Mena  | 40' |
| 33 | MED | Jhon Viáfara | 46' |
| 21 | MED | Dayron Pérez | 79' |

| 47' | Stalin Motta | 1:0 |

| 28' · 81' · 83' · 90' | Jherson Córdoba Dahwling Leudo Stalin Motta Germán Caicedo |

| 35' · 82' | Ricardo Ciciliano Dayron Pérez |

| Principal  | Wilson Lamouroux  |
| Asistentes | Mauricio Camargo  |
|            | Alejandro Gallego |
| Cuarto     | Norberto Portela  |

| 1     | POR   | Carlos Bejarano   |     |
| 2     | DEF   | Román Torres      |     |
| 4     | DEF   | Hugo Soto         |     |
| 20    | DEF   | Elkin Serrano     |     |
| 15    | DEF   | Víctor Giraldo    |     |
| 26    | MED   | Dager Palacios    |     |
| 24    | MED   | Jhersson Córdoba  | 28' |
| 27    | MED   | Dahwling Leudo    |     |
| 10    | MED   | Stalin Motta      |     |
| 7     | DEL   | Wilson Carpintero | 69' |
| 29    | DEL   | Alex Sinisterra   | 46' |
| D. T. | D. T. | Alexis García     |     |

| 1     | POR   | Julián Mesa       |     |
| 2     | DEF   | Nondier Romero    |     |
| 24    | DEF   | Samuel Vanegas    |     |
| 4     | DEF   | Alexis Henríquez  |     |
| 16    | DEF   | Ervin Maturana    |     |
| 14    | MED   | Jorge Casanova    |     |
| 16    | MED   | Nilson Cortés     | 46' |
| 21    | MED   | Luis Núñez        |     |
| 10    | MED   | Ricardo Ciciliano | 79' |
| 9     | DEL   | Ariel Carreño     |     |
| 17    | DEL   | Johan Fano        | 40' |
| D. T. | D. T. | Jorge Luis Bernal |     |

| 19 | DEL | Germán Caicedo | 28' |
| 21 | DEL | Roberto Polo   | 46' |
| 21 | DEL | Silvio Arango  | 69' |

| 19 | DEL | Wilson Mena  | 40' |
| 33 | MED | Jhon Viáfara | 46' |
| 21 | MED | Dayron Pérez | 79' |

| 47' | Stalin Motta | 1:0 |

| 28' · 81' · 83' · 90' | Jherson Córdoba Dahwling Leudo Stalin Motta Germán Caicedo |

| 35' · 82' | Ricardo Ciciliano Dayron Pérez |

| Principal  | Wilson Lamouroux  |
| Asistentes | Mauricio Camargo  |
|            | Alejandro Gallego |
| Cuarto     | Norberto Portela  |

| 1     | POR   | Carlos Bejarano   |     |
| 2     | DEF   | Román Torres      |     |
| 4     | DEF   | Hugo Soto         |     |
| 20    | DEF   | Elkin Serrano     |     |
| 15    | DEF   | Víctor Giraldo    |     |
| 26    | MED   | Dager Palacios    |     |
| 24    | MED   | Jhersson Córdoba  | 28' |
| 27    | MED   | Dahwling Leudo    |     |
| 10    | MED   | Stalin Motta      |     |
| 7     | DEL   | Wilson Carpintero | 69' |
| 29    | DEL   | Alex Sinisterra   | 46' |
| D. T. | D. T. | Alexis García     |     |

| 1     | POR   | Julián Mesa       |     |
| 2     | DEF   | Nondier Romero    |     |
| 24    | DEF   | Samuel Vanegas    |     |
| 4     | DEF   | Alexis Henríquez  |     |
| 16    | DEF   | Ervin Maturana    |     |
| 14    | MED   | Jorge Casanova    |     |
| 16    | MED   | Nilson Cortés     | 46' |
| 21    | MED   | Luis Núñez        |     |
| 10    | MED   | Ricardo Ciciliano | 79' |
| 9     | DEL   | Ariel Carreño     |     |
| 17    | DEL   | Johan Fano        | 40' |
| D. T. | D. T. | Jorge Luis Bernal |     |

| 19 | DEL | Germán Caicedo | 28' |
| 21 | DEL | Roberto Polo   | 46' |
| 21 | DEL | Silvio Arango  | 69' |

| 19 | DEL | Wilson Mena  | 40' |
| 33 | MED | Jhon Viáfara | 46' |
| 21 | MED | Dayron Pérez | 79' |

| 47' | Stalin Motta | 1:0 |

| 28' · 81' · 83' · 90' | Jherson Córdoba Dahwling Leudo Stalin Motta Germán Caicedo |

| 35' · 82' | Ricardo Ciciliano Dayron Pérez |

| Principal  | Wilson Lamouroux  |
| Asistentes | Mauricio Camargo  |
|            | Alejandro Gallego |
| Cuarto     | Norberto Portela  |

### Partido de vuelta
| 1     | POR   | Julián Mesa       |     |
| 2     | DEF   | Nondier Romero    |     |
| 24    | DEF   | Samuel Vanegas    |     |
| 3     | DEF   | Alexis Henríquez  |     |
| 16    | DEF   | Luis Núñez        |     |
| 14    | MED   | Jorge Casanova    | 69' |
| 23    | MED   | Nilson Cortés     |     |
| 21    | MED   | Dayron Pérez      | 69' |
| 10    | MED   | Ricardo Ciciliano |     |
| 9     | DEL   | Ariel Carreño     | 69' |
| 17    | DEL   | Johan Fano        |     |
| D. T. | D. T. | Jorge Luis Bernal |     |

| 1     | POR   | Carlos Bejarano   |     |
| 2     | DEF   | Román Torres      |     |
| 4     | DEF   | Hugo Soto         |     |
| 20    | DEF   | Elkin Serrano     |     |
| 15    | DEF   | Víctor Giraldo    |     |
| 26    | MED   | Dager Palacios    |     |
| 19    | MED   | Jhersson Córdoba  | 66' |
| 27    | MED   | Germán Caicedo    |     |
| 10    | MED   | Stalin Motta      |     |
| 7     | DEL   | Wilson Carpintero | 63' |
| 29    | DEL   | Alex Sinisterra   | 61' |
| D. T. | D. T. | Alexis García     |     |

| 33 | MED | Jhon Viáfara   | 69' |
| 11 | DEL | Iván Velásquez | 69' |
| 19 | DEL | Wilson Mena    | 79' |

| 21 | DEL | Roberto Polo     | 61' |
| 17 | MED | Wbeimar Olivares | 63' |
| 21 | DEL | Silvio Arango    | 66' |

| 21' · 26' · 55' | Dayron Pérez Ariel Carreño Johan Fano | 1:2 2:3 3:3 |

| 16' · 19' · 23' | Wilson Carpintero Alex Sinisterra Wilson Carpintero | 0:1 0:2 1:3 |

| 23' · 78' | Jorge Casanova Johan Fano |

| 4' · 71' · 78' · 88' | Stalin Motta Dager Palacios Wbeimar Olivares Carlos Bejarano |

| 49' | Víctor Giraldo |

| Principal  | Ímer Machado     |
| Asistentes | Mauricio Camargo |
|            | Wilmar Navarro   |
| Cuarto     | Ramiro Suárez    |

| 1     | POR   | Julián Mesa       |     |
| 2     | DEF   | Nondier Romero    |     |
| 24    | DEF   | Samuel Vanegas    |     |
| 3     | DEF   | Alexis Henríquez  |     |
| 16    | DEF   | Luis Núñez        |     |
| 14    | MED   | Jorge Casanova    | 69' |
| 23    | MED   | Nilson Cortés     |     |
| 21    | MED   | Dayron Pérez      | 69' |
| 10    | MED   | Ricardo Ciciliano |     |
| 9     | DEL   | Ariel Carreño     | 69' |
| 17    | DEL   | Johan Fano        |     |
| D. T. | D. T. | Jorge Luis Bernal |     |

| 1     | POR   | Carlos Bejarano   |     |
| 2     | DEF   | Román Torres      |     |
| 4     | DEF   | Hugo Soto         |     |
| 20    | DEF   | Elkin Serrano     |     |
| 15    | DEF   | Víctor Giraldo    |     |
| 26    | MED   | Dager Palacios    |     |
| 19    | MED   | Jhersson Córdoba  | 66' |
| 27    | MED   | Germán Caicedo    |     |
| 10    | MED   | Stalin Motta      |     |
| 7     | DEL   | Wilson Carpintero | 63' |
| 29    | DEL   | Alex Sinisterra   | 61' |
| D. T. | D. T. | Alexis García     |     |

| 33 | MED | Jhon Viáfara   | 69' |
| 11 | DEL | Iván Velásquez | 69' |
| 19 | DEL | Wilson Mena    | 79' |

| 21 | DEL | Roberto Polo     | 61' |
| 17 | MED | Wbeimar Olivares | 63' |
| 21 | DEL | Silvio Arango    | 66' |

| 21' · 26' · 55' | Dayron Pérez Ariel Carreño Johan Fano | 1:2 2:3 3:3 |

| 16' · 19' · 23' | Wilson Carpintero Alex Sinisterra Wilson Carpintero | 0:1 0:2 1:3 |

| 23' · 78' | Jorge Casanova Johan Fano |

| 4' · 71' · 78' · 88' | Stalin Motta Dager Palacios Wbeimar Olivares Carlos Bejarano |

| 49' | Víctor Giraldo |

| Principal  | Ímer Machado     |
| Asistentes | Mauricio Camargo |
|            | Wilmar Navarro   |
| Cuarto     | Ramiro Suárez    |

| 1     | POR   | Julián Mesa       |     |
| 2     | DEF   | Nondier Romero    |     |
| 24    | DEF   | Samuel Vanegas    |     |
| 3     | DEF   | Alexis Henríquez  |     |
| 16    | DEF   | Luis Núñez        |     |
| 14    | MED   | Jorge Casanova    | 69' |
| 23    | MED   | Nilson Cortés     |     |
| 21    | MED   | Dayron Pérez      | 69' |
| 10    | MED   | Ricardo Ciciliano |     |
| 9     | DEL   | Ariel Carreño     | 69' |
| 17    | DEL   | Johan Fano        |     |
| D. T. | D. T. | Jorge Luis Bernal |     |

| 1     | POR   | Carlos Bejarano   |     |
| 2     | DEF   | Román Torres      |     |
| 4     | DEF   | Hugo Soto         |     |
| 20    | DEF   | Elkin Serrano     |     |
| 15    | DEF   | Víctor Giraldo    |     |
| 26    | MED   | Dager Palacios    |     |
| 19    | MED   | Jhersson Córdoba  | 66' |
| 27    | MED   | Germán Caicedo    |     |
| 10    | MED   | Stalin Motta      |     |
| 7     | DEL   | Wilson Carpintero | 63' |
| 29    | DEL   | Alex Sinisterra   | 61' |
| D. T. | D. T. | Alexis García     |     |

| 33 | MED | Jhon Viáfara   | 69' |
| 11 | DEL | Iván Velásquez | 69' |
| 19 | DEL | Wilson Mena    | 79' |

| 21 | DEL | Roberto Polo     | 61' |
| 17 | MED | Wbeimar Olivares | 63' |
| 21 | DEL | Silvio Arango    | 66' |

| 21' · 26' · 55' | Dayron Pérez Ariel Carreño Johan Fano | 1:2 2:3 3:3 |

| 16' · 19' · 23' | Wilson Carpintero Alex Sinisterra Wilson Carpintero | 0:1 0:2 1:3 |

| 23' · 78' | Jorge Casanova Johan Fano |

| 4' · 71' · 78' · 88' | Stalin Motta Dager Palacios Wbeimar Olivares Carlos Bejarano |

| 49' | Víctor Giraldo |

| Principal  | Ímer Machado     |
| Asistentes | Mauricio Camargo |
|            | Wilmar Navarro   |
| Cuarto     | Ramiro Suárez    |

| 1     | POR   | Julián Mesa       |     |
| 2     | DEF   | Nondier Romero    |     |
| 24    | DEF   | Samuel Vanegas    |     |
| 3     | DEF   | Alexis Henríquez  |     |
| 16    | DEF   | Luis Núñez        |     |
| 14    | MED   | Jorge Casanova    | 69' |
| 23    | MED   | Nilson Cortés     |     |
| 21    | MED   | Dayron Pérez      | 69' |
| 10    | MED   | Ricardo Ciciliano |     |
| 9     | DEL   | Ariel Carreño     | 69' |
| 17    | DEL   | Johan Fano        |     |
| D. T. | D. T. | Jorge Luis Bernal |     |

| 1     | POR   | Carlos Bejarano   |     |
| 2     | DEF   | Román Torres      |     |
| 4     | DEF   | Hugo Soto         |     |
| 20    | DEF   | Elkin Serrano     |     |
| 15    | DEF   | Víctor Giraldo    |     |
| 26    | MED   | Dager Palacios    |     |
| 19    | MED   | Jhersson Córdoba  | 66' |
| 27    | MED   | Germán Caicedo    |     |
| 10    | MED   | Stalin Motta      |     |
| 7     | DEL   | Wilson Carpintero | 63' |
| 29    | DEL   | Alex Sinisterra   | 61' |
| D. T. | D. T. | Alexis García     |     |

| 33 | MED | Jhon Viáfara   | 69' |
| 11 | DEL | Iván Velásquez | 69' |
| 19 | DEL | Wilson Mena    | 79' |

| 21 | DEL | Roberto Polo     | 61' |
| 17 | MED | Wbeimar Olivares | 63' |
| 21 | DEL | Silvio Arango    | 66' |

| 21' · 26' · 55' | Dayron Pérez Ariel Carreño Johan Fano | 1:2 2:3 3:3 |

| 16' · 19' · 23' | Wilson Carpintero Alex Sinisterra Wilson Carpintero | 0:1 0:2 1:3 |

| 23' · 78' | Jorge Casanova Johan Fano |

| 4' · 71' · 78' · 88' | Stalin Motta Dager Palacios Wbeimar Olivares Carlos Bejarano |

| 49' | Víctor Giraldo |

| Principal  | Ímer Machado     |
| Asistentes | Mauricio Camargo |
|            | Wilmar Navarro   |
| Cuarto     | Ramiro Suárez    |

|                                |
| Bandera de Colombia            |
| Campeón La Equidad 1.er título |